# Раймонд Вільямс
Реймонд Вільямс (англ. Raymond Henry Williams, 31 серпня 1921, Монмутшир — 26 січня 1988) — британський уельський письменник, теоретик культури і літератури, неомарксист, один із найбільш активних і впливових у Великій Британії нових лівих.

## Біографія
Народився в Уельсі. Син залізничного робітника. Вступив у Трініті-коледжі (Кембридж), але навчання перервала війна. Вступив у Британську комуністичну партію, співпрацював з Ериком Гобсбаумом. Брав участь у Другій світовій війні, висадився в Нормандії з військами союзників.
Після війни викладав в Оксфордському і Стенфордському університеті. Гостро полемізував із Орвеллом, Маклуеном, Штайнером. Цікавився ідеями П'єра Бурдьє.

## Праці
- Reading and Criticism (1950)
- Drama from Ibsen to Eliot (1952)
- Drama in Performance (1954)
- Culture and Society (1958)
- The Long Revolution (1961)
- Communications (1962)
- Modern Tragedy (1966)
- The English Novel From Dickens to Lawrence (1970)
- The Country and the City (1973)
- Keywords: A Vocabulary of Culture and Society (1976)
- Marxism and Literature (1977)
  - Ідеологія // Спільне. — 20.10.2009 (переклад розділу з книжки)
- Culture (1981)
- Writing in Society (1983)
- Raymond Williams on Television: Selected Writings (1989)